# Юрловка (Тамбовская область)
Юрловка — село в Никифоровском районе Тамбовской области России. Административный центр Юрловского сельсовета. Раннее - Сурёна (до 1933 года), центр Сурёнского района Козловского округа Центрально-Чернозёмной области.

## История
Первые упоминания о Сурёне относятся к ревизские сказки в 1716 году, как деревня Богоявленское.
В 1928 году Сурёна становится центром Сурёнского Района  Центрально-Чернозёмной области, охватывая почти половину современного Никифоровского района Тамбовской области. Сурёнский район был ликвидирован в 1933 году, и село получило название - Юрловка, по причине нахождения севернее деревни Машково-Сурены, которая в свою очередь старше Юрловки. В советские года Юрловка - крупнейший населенный пункт южной части Никифоровского района, в поселке был совхоз, МТС, спиртзавод.

## География
Село находится на западе центральной части Тамбовской области, в лесостепной зоне, на правом берегу реки Дальняя Сурена, при автодороге 68А-030, на расстоянии примерно 18 километров (по прямой) к юго-западу от Дмитриевки, административного центра района. Абсолютная высота — 138 метров над уровнем моря.

### Климат
Климат умеренно континентальный, относительно сухой, с холодной продолжительной зимой и тёплым летом. Средняя температура воздуха самого холодного месяца (января) — −11,5 — −10,5 °C (абсолютный минимум — −39 °C); самого тёплого месяца (июля) — 19,5 — 20,5 °C (абсолютный максимум — 40 °С). Период с положительной температурой выше 10 °C длится от 141 до 154 дней. Среднегодовое количество атмосферных осадков составляет около 450—500 мм. Продолжительность залегания снежного покрова составляет в среднем 135 дней.

### Часовой пояс
Село Юрловка, как и вся Тамбовская область, находится в часовой зоне МСК (московское время). Смещение применяемого времени относительно UTC составляет +3:00.

## Население
| 2002 | 2010 |
| ---- | ---- |
| 726  | ↘646 |

### Половой состав
По данным Всероссийской переписи населения 2010 года в гендерной структуре населения мужчины составляли 44,9 %, женщины — соответственно 55,1 %.

### Национальный состав
Согласно результатам переписи 2002 года, в национальной структуре населения русские составляли 95 % из 726 чел.